# Шорм, Франтишек
Франтишек Шорм (чеш. František Šorm; 28 февраля 1913, Прага, Австро-Венгерская империя — 18 ноября 1980, Прага, ЧССР) — чехословацкий биохимик, фармаколог, химик-органик, член (1952—80) и президент (1962—65) Чехословацкой АН, почётный доктор МГУ (1966—80).

## Биография
Родился Франтишек Шорм 28 февраля 1913 года в Праге. В 1930-х годах поступил в Пражский политехнический институт, который окончил в 1938 году и остался там же, где год преподавал органическую химию. С 1945 по 1952 год работал в Высшей химико-технологической школе, при этом с 1948 года занимал должность профессора. С 1952 по 1980 год работал в Пражском университете, одновременно с этим с 1952 по 1980 год занимал должность директора института органической химии и биохимии.
Скончался Франтишек Шорм 18 ноября 1980 года в Праге.

## Научные работы
- 1963 — Установил последовательность аминокислот в молекулах химотрипсиногена и трипсиногена.

Основные научные работы посвящены химии природных органических веществ — алкалоидов и терпенов, биохимии белков и нуклеиновых кислот.
- Разработал методы производства антибиотиков хлорамфеникола и циклосерина.

## Членство в обществах
- Иностранный член АН СССР (1958)
- Иностранный член Национальной академии наук США (1971)[4]
- Член Германской академии естествоиспытателей «Леопольдина»
- Член ряда других академий наук

## Награды и премии
- 1958 — премия имени К. Готвальда (ЧССР).
- Удостоен ряда других научных медалей.